# ESP Jeff Hanneman
ESP Jeff Hanneman é um modelo de guitarra distribuída pela ESP, com assinatura de Jeff Hanneman da banda de thrash metal Slayer.
Apesar de ser de sua assinatura, o instrumento não é exatamente como nas especificações originais, sendo de corpo de bordô puro e não almieiro. A edição da ESP originalmente apresenta um trêmolo Floyd Rose, o que irritou um grande número de fãs do Slayer. Em resposta a ESP começou a oferecer o ESP 2315 Kahler no lugar.
O corpo  também não possui os adesivos do Raiders, nem do Dead Kennedys, como no modelo apresentado por Jeff no palco, bem como as marcações no braço acima da 12° casa não serem insígnias da SS em alfabeto rúnico.

## Variações
- ESP LTD JH-600
- ESP LTD JH-200

## Ligações Externas
- ESP Guitars